# Sandåker (noordelijk deel)
Sandåker (noordelijk deel) (Zweeds: Sandåker (norra delen)) is een småort in de gemeente Ale in het landschap Västergötland en de provincie Västra Götalands län in Zweden. Het småort heeft 58 inwoners (2005) en een oppervlakte van 18 hectare. Het småort bestaat uit het noordelijke deel van de plaats Sandåker.